# Бидайыкский сельский округ (Северо-Казахстанская область)
Бидайыкский сельский округ (каз. Бидайық ауылдық округі) — административная единица в составе Уалихановского района Северо-Казахстанской области Казахстана. Административный центр — село Бидайык.
Население — 2079 человек (2009, 2654 в 1999, 3330 в 1989).

## История
Сельский совет образован Указом Президиума Верховного Совета Казахской ССР от 30 июля 1957 года. 5 февраля 1996 года распоряжением акима Кзылтуского района образован Бидайыкский сельский округ.
В состав сельского округа была включена территория ликвидированного Ондириского сельского совета (сёла Ондирис, Жумысшы). Село Джамбул было передано из состава Амангельдинского сельского округа.

## Состав
В состав округа входят такие населенные пункты:
| Населенный пункт | Население, человек (1989) | Население, человек (1999) | Население, человек (2009) |
| ---------------- | ------------------------- | ------------------------- | ------------------------- |
| Бидайык, село    | 1848                      | 1277                      | 1216                      |
| Жамбыл, село     | 395                       | 374                       | 279                       |
| Жумысшы, село    | 223                       | 215                       | 112                       |
| Ондирис, село    | 864                       | 788                       | 472                       |